# Obergeich
Obergeich is een plaats in de Duitse gemeente Langerwehe, deelstaat Noordrijn-Westfalen, en telt 344 inwoners (2007).